# Крістіан Тенасе
Крістіан Тенасе (рум. Cristian Tănase, нар. 18 лютого 1987, Пітешть) — румунський футболіст, півзахисник клубу «Стяуа» та національної збірної Румунії.
Володар Кубка Румунії. Дворазовий чемпіон Румунії.

## Клубна кар'єра
Народився 18 лютого 1987 року в місті Пітешть. Вихованець футбольної школи клубу «Арджеш». Дорослу футбольну кар'єру розпочав 2003 року в основній команді того ж клубу, в якій провів три сезони, взявши участь у 19 матчах чемпіонату. 
У 2006 році захищав кольори клубу «Дачія» (Міовень), де грав на правах оренди.
Згодом знову повернувся до клубу «Арджеш». Цього разу відіграв за команду з Пітешті наступні три сезони своєї ігрової кар'єри. Більшість часу, проведеного у складі «Арджеша», був основним гравцем команди.
До складу клубу «Стяуа» приєднався 2009 року. Відтоді встиг відіграти за бухарестську команду 136 матчів в національному чемпіонаті.

## Виступи за збірну
У 2008 році дебютував в офіційних матчах у складі національної збірної Румунії. Наразі провів у формі головної команди країни 39 матчів, забивши 6 голів.

## Титули і досягнення
- Чемпіон Румунії (3):

«Стяуа»: 2012-13, 2013-14, 2014-15
- Володар Суперкубка Румунії (1):

«Стяуа»: 2013
- Володар Кубка Румунії (2):

«Стяуа»: 2010-11, 2014-15
- Володар Кубка румунської ліги (1):

«Стяуа»: 2014-15